# Лапуант, Луи Шарль Нарсисс
Луи Шарль Нарсисс Лапуант (фр. Louis Charles Narcisse Lapointe; 1773—1855) — французский военный деятель, полковник (1806 год), участник революционных и наполеоновских войн.

## Биография
Родился в семье подрядчика Габриэля Лапуанта (фр. Gabriel François Lapointe; 1735—) и его супруги Марии Бризак (фр. Marie Madeleine Charlotte Brisac; 1732—1788). Начал службу 28 сентября 1791 года в 1-м Мозельском батальоне в звании лейтенанта. Сражался в рядах Северной армии в кампании 1792 года. 22 апреля 1793 года переведён в звании младшего лейтенанта в 1-й гусарский полк. Участвовал в осадах Лиона и Тулона. После этого сражался против Испании до 1795 года. В 1796 году переведён в Итальянскую армию. Отличился при Роверето. 2 ноября 1798 года вышел в отставку.
3 мая 1800 года вернулся на службу и был зачислен в гвардейские конные егеря в звании младшего лейтенанта. 26 октября 1800 года произведён в лейтенанты. 22 февраля 1801 года включён в штаб наблюдательного корпуса Жиронды, который входил в состав Армии Португалии. Участвовал в экспедиции на Санто-Доминго, и был ранен пулей в правую ногу 4 марта 1802 года у Крет-а-Пьеро. 21 мая 1802 года произведён главкомом генералом Леклерком в капитаны. 7 ноября 1802 года стал командиром эскадрона. 6 февраля 1803 года был утверждён в новом звании Первым консулом. 15 декабря 1803 года вернулся во Францию и сразу возглавил эскадрон в 10-м конно-егерском полку Кольбера. Служил в лагере Монтрёй. Участвовал в кампаниях 1805-06 годов в составе бригады Кольбера 6-го корпуса маршала Нея. 14 октября 1805 года отличился при Эльхингене, где во главе 10-го конно-егерского провёл успешную атаку против австрийской пехоты и взял её в плен. Ровно через год вновь проявил себя при Йене, где в ходе атаки под ним была убита лошадь, а сам Лапуант получил несколько синяков.
2 ноября 1806 года получил временное звание полковника. 7 января 1807 года возглавил 4-й конно-егерский полк, дислоцировавшийся в Италии, куда и прибыл 19 июня 1807 года. С декабря 1807 года по январь 1808 года участвовал в кампании в Неаполе. 13 февраля 1809 года был вынужден выйти в отставку по причине ранений.
8 сентября 1812 года вернулся к активной службе и был назначен командующим департамента Буш-де-л’Эско. Через десять дней был переведён в департамент Липпе. В мае 1813 года назначен комендантом Гамбурга. 28 июля 1813 года стал командующим департамента Марна. В ходе Французской кампании 1814 года был назначен маршалом Келлерманом комендантом Шалона. После отречения Императора удалился к себе домой в Ремийи 30 декабря во исполнение приказа об иностранных солдатах на службе 1-го военного округа и окончательно вышел в отставку по решению от 16 января 1815 года.

## Награды
Легионер ордена Почётного легиона (14 июня 1804 года)
 Кавалер королевского ордена Обеих Сицилий (18 мая 1808 года)
 Офицер ордена Почётного легиона (22 июля 1813 года)
 Кавалер Военного ордена Святого Людовика (2 октября 1814 года)